# Gaudium et Spes
Gaudium et Spes ("Alegria e Esperança" em latim) sobre a Igreja no mundo contemporâneo é a única constituição pastoral e a 4ª das constituições do Concílio Vaticano II. Trata fundamentalmente das relações entre a Igreja Católica e o mundo onde ela está e atua.
Inicialmente, constituía o famoso "esquema 13", assim chamado por ser esse o lugar que ocupava na lista de documentos estabelecida em 1964. Teve diversas redações e muitas emendas, acabando por ser votada apenas na quarta e última sessão do Concílio. A última votação teve os seguintes resultados: 2309 placet; 75 non placet; 10 nulos.
Foi promulgada pelo Papa Paulo VI, no dia 7 de Dezembro de 1965, na 9ª sessão solene do Concílio.
Embora formada  por duas partes, constitui um todo unitário. A primeira parte é mais doutrinária, tratando de vários temas eclesiológicos (muitos deles já debatidos na Lumen Gentium), tais como a missão de serviço ou o sacerdócio comum do Povo de Deus. A segunda parte é fundamentalmente pastoral, centrando-se nos diversos problemas do mundo actual: "a explosão demográfica, as injustiças sociais entre classes e entre povos e o perigo da guerra nuclear", entre outros problemas socias e económicos.

## Esquema daGaudium et Spes
Os números correspondem às secções indicadas no texto entre parêntesis.
1. Proémio (1-3)
2. Introdução: A condição do Homem no mundo actual (4-10)
3. Primeira parte: A Igreja e a vocação do Homem (11-45)
  1. A dignidade da pessoa humana (12-22)
  2. A comunidade humana (23-32)
  3. A actividade humana no mundo (33-39)
  4. A função da Igreja no mundo actual (40-45)
4. Segunda parte: Alguns problemas mais urgentes (46-93)
  1. A promoção da dignidade do matrimónio e da família (47-52)
  2. A conveniente promoção do progresso cultural (53-62)
    1. Condições da cultura do mundo actual (54-56)
    2. Alguns princípios para a conveniente promoção da cultura (57-59)
    3. Alguns deveres mais urgentes dos cristãos com relação à cultura (60-62)

  3. A vida económico-social (63-72)
    1. O desenvolvimento económico (64-66)
    2. Alguns princípios orientadores de toda a vida económico-social (67-72)

  4. A vida da comunidade política (73-76)
  5. A promoção da Paz e a Comunidade Internacional (77-93)
    1. Evitar a guerra (79-82)
    2. Construção da Comunidade Internacional (83-93)